# Manuel E. Buadas
Manuel E. Buadas (13 de octubre de 1925 – 16 de diciembre de 2002) fue un Teniente General y piloto militar uruguayo que se desempeñó como sexto Comandante en Jefe de la Fuerza Aérea Uruguaya entre febrero de 1982 y octubre de 1985. Fue el último Comandante en Jefe de la Fuerza Aérea Uruguaya designado por la Junta de Oficiales Generales de la dictadura cívico-militar de Uruguay de 1973. Continuó sirviendo como Comandante en Jefe de la Fuerza Aérea Uruguaya bajo el gobierno democráticamente electo de Julio María Sanguinetti, desde el 1 de marzo de 1985, hasta que el 13 de octubre de 1985 fue sucedido por el Teniente General (Av.) Fernando Arbe.

## Biografía
Buadas nació en Sarandí Grande, Departamento de Florida. Luego de finalizar su educación primaria y secundaria, ingresó a la Escuela Militar de Aeronáutica del Ejército Nacional en marzo de 1941. Tras cuatro años de formación y habiendo completado satisfactoriamente el curso de vuelo de la escuela, egresó como Alférez del Arma de Aeronáutica, recibiendo el Brevet de Piloto Aviador Militar (P.A.M.) N.º 148 el 20 de diciembre de 1945.

## Carrera Militar

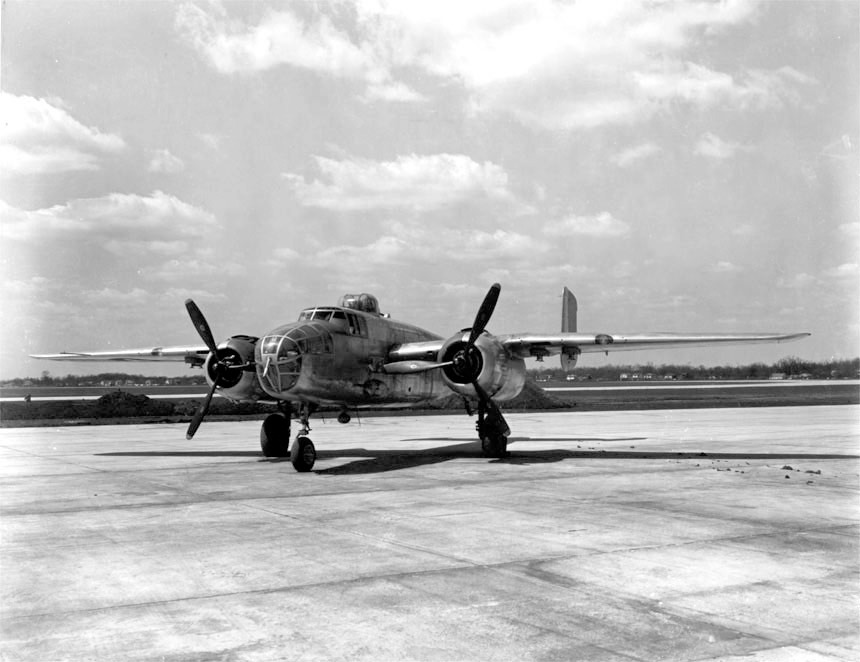
Bombardero North American B-25J Mitchell de los Estados Unidos de América, similar a los utilizados por la Aeronáutica Militar y posterior Fuerza Aérea Uruguaya, y que el entonces Teniente Primero (P.A.M.) Manuel E. Buadas voló en 1950.

En 1950 fue ascendido a Teniente Primero y designado para formar parte de las tripulaciones que trasladaron en vuelo a los bombarderos North American B-25 Mitchell que habían sido adquiridos para la Aeronáutica Militar del Ejército Nacional en 1949.
A través de diferentes escalas desde los Estados Unidos de América hasta Uruguay, Buadas voló a bordo del B-25J-25-NC número de serie 44-30723 y número de construcción 108-33998, que fue identificado en la Aeronáutica Militar con la matrícula G3-155. Al crearse la Fuerza Aérea el 4 de diciembre de 1953, esta aeronave pasó a ser identificada como FAU 155, aunque fue perdida poco después, al estrellarse el 30 de septiembre de 1955.
Desde 1951 y hasta 1956, Buadas se desempeñó en el Grupo de Aviación N.º 4 (Transporte) como piloto de Douglas C-47 Skytrain, realizando misiones aéreas no sólo por todo Uruguay, sino que también a varios países de América del Sur y del Norte. Tras haber sido ascendido al grado de Mayor mediante concurso, en 1957 y 1958, Buadas se desempeñó como Jefe del Cuerpo de Cadetes de la Escuela Militar de Aeronáutica. También fue instructor de vuelo, brindándole instrucción de vuelo a los Cadetes de la Escuela Militar de Aeronáutica y también a Oficiales Subalternos (Alféreces, Tenientes Segundos, Tenientes Primeros y Capitanes) de la Fuerza Aérea Uruguaya, en diferentes aeronaves que formaban parte de su dotación. En 1959, Buadas fue nombrado Jefe del Grupo de Aviación N.º 4 (Transporte) y ascendido al grado de Teniente Coronel en febrero de 1961, también por concurso. Tras ello, fue designado como Segundo Jefe de la Brigada Aérea I.

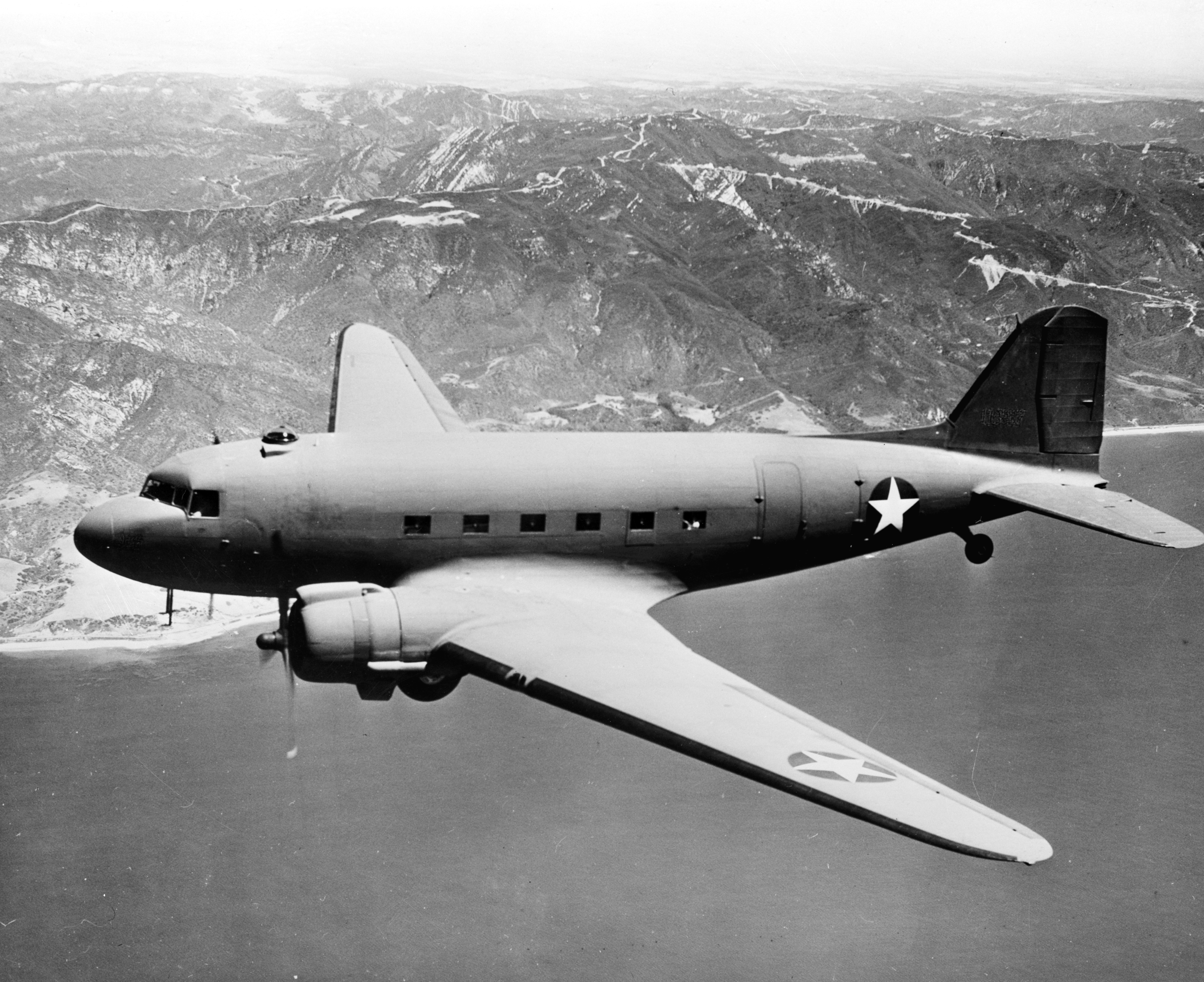
Douglas C-47A Skytrain de las Fuerzas Aéreas del Ejército de los Estados Unidos en 1943. Aeronaves similares fueron utilizadas por el Grupo de Aviación N.° 4 (Transporte) de la Aeronáutica Militar y posterior Fuerza Aérea Uruguaya, y de las cuales Manuel E. Buadas fue piloto e instructor de vuelo.

Buadas obtuvo una beca para realizar los Cursos de Comando y Estado Mayor Aéreo e Instructor Académico en la Universidad del Aire de la Fuerza Aérea de los Estados Unidos en 1963, y tras ser ascendido al grado de Coronel en febrero de 1964, fue nombrado Subjefe de la Subjefatura para Operaciones del Estado Mayor General de la Fuerza Aérea. En 1966 fue designado Jefe de la Brigada Aérea I y en 1968 nombrado como Agregado Aeronáutico de la Embajada de la República Oriental del Uruguay en Washington D. C., Estados Unidos de América. Tras su regreso en 1970, Buadas fue esta vez designado como Subjefe de la Subjefatura para Logística del Estado Mayor General de la Fuerza Aérea, al mismo tiempo que también pasó a desempañarse como Profesor Titular en la Escuela de Comando y Estado Mayor Aéreo de la Fuerza Aérea. Tras ello, en 1972 fue designado Director de Secretaría del Comando General de la Fuerza Aérea, destino que ocupó hasta ser designado director general de la aerolínea uruguaya de bandera, PLUNA, el 12 de abril de 1973.
Fue ascendido al grado de Brigadier General el 1 de febrero de 1978, pasando a desempeñarse como Jefe del Estado Mayor General de la Fuerza Aérea y también como Director de la Dirección Nacional de Aviación Civil e Infraestructura Aeronáutica (DINACIA). Al mismo tiempo, también integró el Tribunal Superior de Ascensos y Recursos de la Fuerza Aérea, el Tribunal Superior de Honor de la Fuerza Aérea y la Comisión de Asuntos Políticos (COMASPO) de las Fuerzas Armadas hasta octubre de 1981. El 5 de octubre de 1981 fue elegido por la Junta de Oficiales Generales de la Fuerza Aérea para hacerse cargo de la Fuerza Aérea Uruguaya, en el cargo de Comandante en Jefe, y para lo que fue ascendido al grado de Teniente General. Se desempeñó como el sexto Comandante en Jefe de la Fuerza Aérea entre el 1 de febrero de 1982, sucediendo al Teniente General (Av.) José Darío Cardozo, y el 13 de octubre de 1985, cuando Buadas fue sucedido en el cargo por el Teniente General (Av.) Fernando Arbe.
Como Oficial de la Fuerza Aérea Uruguaya y Piloto Aviador Militar (P.A.M.), Manuel E. Buadas alcanzó la calificación de Piloto Comandante y se especializó en aviones bombarderos y de transporte. Fue miembro fundador del Club Fuerza Aérea y también acreedor de las alas de piloto militar de la Fuerza Aérea de Chile, Fuerza Aérea Argentina, Fuerza Aérea del Perú, Fuerza Aérea Boliviana, Fuerza Aérea Guatemalteca, Fuerza Aérea Ecuatoriana y la Fuerza Aérea Mexicana.
También recibió condecoraciones de los Gobiernos de Brasil, los Estados Unidos de América y Guatemala.
Manuel E. Buadas falleció el 16 de diciembre de 2002, a los 77 años de edad, siendo sus restos cremados.

## Información de Vuelo
Calificación: Piloto Comandante.
Aeronaves: PT-19, SNC-1, T-6, AT-11, B-25, C-47.